# Recetto
Recetto é uma comuna italiana da região do Piemonte, província de Novara, com cerca de 897 habitantes. Estende-se por uma área de 8 km², tendo uma densidade populacional de 112 hab/km². Faz fronteira com Arborio (VC), Biandrate, Greggio (VC), San Nazzaro Sesia, Vicolungo.

## Demografia
| Variação demográfica do município entre 1861 e 2011                               |
|                                                                                   |
| Fonte: Istituto Nazionale di Statistica (ISTAT) - Elaboração gráfica da Wikipedia |